# Зариба
Зариба, также зареба (zariba или zareba) — невысокие заборы, созданные из срубленных под корень колючих кустов, произрастающих в Африке. Широко распространен в Сомалиленде, где используется в качестве ограждений против животных. Зариба по своему назначению является эквивалентом забора из колючей проволоки, но созданным из природных материалов. Зарибы использовались работорговцами для создания временных лагерей для удержания рабов до их дальнейшей транспортировки.  Зарибы также использовались для защиты поселений от воров и в качестве временных оборонительных заграждений, например, в качестве ограды военных лагерей. Также зарибы использовались для создания загонов для защиты домашнего скота от нападений хищников, включая львов, хотя в последнем случае такое ограждение было недостаточно надёжным. В сооружении используют только самые колючие кусты пустыни. После работы с ними могут остаться царапины, занозы, нарывы, которые будут долго заживать. Поэтому для строительства зарибы, как правило, используется специальный инструмент хангол, помогающий избежать травм при работе с кустарниками.

## См.также
- Ограда
- Забор
- Плетень
- Палисад
- Крааль
- Компаунд